# Milipol Qatar
Milipol Qatar est un salon professionnel international de la région des pays du GCC (Bahreïn, Qatar, Koweït, Oman, Arabie saoudite et Émirats arabes unis), consacré à la sécurité intérieure des États. Sa première session a eu lieu en 1996, et est, depuis lors, organisé par le Ministère de l'Intérieur du Qatar.
Tous les deux ans, Milipol Qatar accueille à Doha, pendant 3 jours, les professionnels du secteur, en provenance du Moyen-Orient, du Proche-Orient et d’Asie.

## Milipol Qatar 2010
Le Ministre d'État aux affaires intérieures SE Cheikh Abdulla bin Nasser bin Khalifa Al Thani a inauguré Milipol Qatar 2010 en présence du Ministre de l’Intérieur français, M. Brice Hortefeux.
Milipol Qatar 2010 a accueilli :
- 222 exposants, venus de 33 pays
- 5 517 visiteurs professionnels
- 117 journalistes
- 107 Délégués Officiels

## Milipol Qatar 2014
Le ministre de la défense Jean-Yves Le Drian était présent pour tenter de vendre des avions Rafale. Cependant aucun contrat n'a encore été signé.
Thales a vendu au Qatar un système de communications militaires par satellite pour la somme de 200 millions d'euros. Ce système a déjà été vendu à la France, aux Émirats arabes unis, à la Belgique, la Norvège, les Pays-Bas, la Roumanie, la Suède et l'OTAN.

## Milipol Qatar 2024
La 15e édition de Milipol Qatar a eu lieu du 29 au 31 octobre 2024 au Doha Exhibition and Convention Center. Cette exposition mondiale pour la sécurité intérieure et la sécurité comprenait plus de 250 sociétés et 350 délégations officielles, sous le patronage d'émir Son Altesse Cheikh Tamim ben Hamad Al Thani. De plus, la France a participé avec le plus grand pavillon étranger. Son Excellence M. Jean-Baptiste Faivre, l'ambassadeur français au Qatar, a noté que les relations de sécurité entre le Qatar et la France se sont renforcées à la suite de la visite de Cheikh Tamim en février 2024, ce qui a conduit à de nouveaux accords. Ce partenariat comprend une collaboration sur la sécurité des Jeux olympiques et paralympiques de 2024 à Paris,.